# Achaea catocaloides
Achaea catocaloides là một loài bướm đêm thuộc họ Erebidae. Loài này có ở Châu Phi, bao gồm Liberia, Guinea, Bénin, Dahomey, Bờ Biển Ngà, Kenya và Uganda.
Có đến 2 lứa một năm.
Ấu trùng ăn nhiều loại cây, nhưng có thể trở thành loài gây hại đối với các cây trồng như cây cà-phê, ca cao, cam-quýt, chuối, chuối lá và sắn.